# PIKA★★NCHI DOUBLE
《PIKA★★NCHI DOUBLE》是嵐的第12枚單曲。於2004年2月18日發行。唱片公司為J Storm。

## 解說
- 續《PIKA☆NCHI》的作品。為了與前作的一顆白星對比並帶出延續的訊息，將星的數量增到兩顆並改為黑色。
- PV於直升機著陸坪之上攝影。
- 2009年9月為止的紀錄，首次初動不足10萬杖，累計亦不足15萬；卻是暌違三作進入Oricon第一名的作品，此作品之後的單曲皆在Oricon初登場就獲得第一名。
- 雖為嵐有史以來銷量最差的單曲，論歌迷間的受歡迎程度卻總是名列前矛。

## 收錄曲

### 初回限定盤
1. PIKA★★NCHI DOUBLE
（作詞：SPIN　Rap詞：櫻井翔　作曲：森元康介）
電影「PIKA☆☆NCHI LIFE IS HARD所以HAPPY」主題曲（嵐主演）
2. 五里霧中
（作詞：久保田洋司　Rap詞：櫻井翔　作曲：大柳博夫）
3. 道 DOUBLE Ver.
（作詞：河原雅彥　作曲：辻陽）
4. PIKA★★NCHI DOUBLE（Original Karaoke）
5. 五里霧中（Original Karaoke）

### 通常盤
1. PIKA★★NCHI DOUBLE
2. 五里霧中
3. PIKA★★NCHI DOUBLE（Original Karaoke）
4. 五里霧中（Original Karaoke）